# Sif Ruud

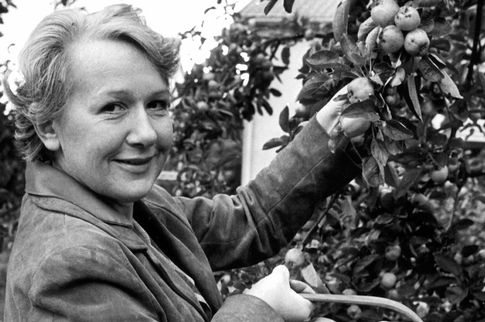
Sif Ruud (1962)

Sif Einarsdotter Ruud (* 6. Mai 1916 in Stockholm; † 15. August 2011 ebenda) war eine schwedische Film- und Theaterschauspielerin. Im Laufe ihrer rund 65-jährigen Karriere erhielt sie unter anderem zweimal den Guldbagge-Preis sowie eine Ehrenprofessur.

## Leben und Karriere
Sif Ruud wurde in eine wohlhabende Stockholmer Familie geboren und äußerte schon früh Interesse an Schauspielerei. Ein Freund ihrer Mutter gab ihr daraufhin erste Schauspielstunden. 1934 begann sie ihr Studium an der Dramatens elevskola des Königlich Dramatischen Theaters, wo unter anderem die schwedische Schauspiellegende Hilda Borgström eine ihrer Lehrerinnen war. Nach ihrem Abschluss im Jahre 1937 spielte Sid Ruud unter anderem am Stadttheater in Helsingborg sowie am Hippodrom in Malmö. Später stand sie vor allem in Stockholm auf den Bühnen und arbeitete mit Theatergrößen wie Olof Molander, Alf Sjöberg, Mimi Pollak und Bengt Ekerot zusammen. Für ihr vielfältiges Theaterwirken erhielt Ruud unter anderem 1964 das O’Neill-Stipendium und wurde 2000 zur Ehrenprofessorin ernannt.
Zwischen 1938 und 1996 spielte Ruud in rund 115 Filmen, außerdem hatte sie noch zahlreiche Fernsehauftritte. Trotz ihres Renommees musste sie sich meist mit Nebenrollen begnügen, was wohl auch an ihrem eher matronenhaften Aussehen lag. Ruud spielte in einigen Filmen von Ingmar Bergman, darunter in Wilde Erdbeeren (1957) als resolute Tante Olga, die den Mittagstisch der Familie Borg mit strengen Worten regiert. Auch in Bergmans Von Angesicht zu Angesicht (1976) hatte sie eine Nebenrolle. Ruud spielte außerdem in einigen deutsch-schwedischen Filmproduktionen wie Laila – Liebe unter der Mitternachtssonne aus dem Jahre 1958. Eine ihrer wenigen Hauptrollen hatte sie 1979 im Film En vandring i solen, für ihre Leistung darin gewann Ruud den schwedischen Nationalpreis Guldbagge als Beste Hauptdarstellerin. 1996 wurde sie nochmals mit der Guldbagge in der in diesem Jahr erstmals vergebenen Kategorie Beste Nebendarstellerin ausgezeichnet. Eine ihrer letzten Rollen hatte sie 1996 als Selma Lagerlöf im Film Juloratoriet.
Sif Ruud verstarb 2011 im Alter von 95 Jahren. Sie war zweimal verheiratet: Von 1944 bis zur Scheidung 1953 mit dem Dramatiker Sune Bergström und anschließend von 1954 bis zu seinem Tod 2007 mit dem Dramatiker Per-Olof Fallde.

## Filmografie (Auswahl)
- 1938: Kloka gubben
- 1942: General von Döbeln
- 1946: Es regnet auf unsere Liebe (Det regnar på vår kärlek)
- 1948: Hafenstadt (Hamnstad)
- 1949: Rya-Rya – Nur eine Mutter (Bara en mor)
- 1949: Durst (Törst)
- 1950: An die Freude (Till glädje)
- 1953: Barabbas – Der Mann im Dunkel (Barabbas)
- 1957: Wilde Erdbeeren (Smultronstället)
- 1958: Das Gesicht (Ansiktet)
- 1958: Wenn die Nebel fallen (Damen i svart)
- 1958: Laila – Liebe unter der Mitternachtssonne (Laila)
- 1960: Verliebt in Kopenhagen (Forelsket i København)
- 1973: Mumindalen (Fernsehserie, 15 Folgen)
- 1974: Dunderklumpen!
- 1976: Von Angesicht zu Angesicht (Ansikte mot ansikte)
- 1978: En vandring i solen
- 1979: Madita (Madicken) (Fernsehserie)
- 1979: Madita (Du är inte klok, Madicken)
- 1980: Madita und Pim (Madicken på Junibacken)
- 1980: Heimliche Ausflüge (Barnens Ö)
- 1981: Stjärnhuset (Fernsehserie, 24 Folgen)
- 1991: Die besten Absichten (Den goda viljan)
- 1995: Pensionat Oskar
- 1996: Att stjäla en tjuv
- 1996: Juloratoriet
- 1996: Auf der Suche nach Finbar (The Disappearance of Finbar)